# Шоні Філдінг
Шоні Філдінг (англ. Shawne Fielding; нар. 27 червня 1969, Ель-Пасо, Техас, США) — американська модель, акторка, світська дама та благодійниця. Знімалася в американських, німецьких та швейцарських телесеріалах і фільмах.

## Біографія
Шоні Філдінг народилася в Ель-Пасо та зростала у Лаббоку, Техас. Навчалась у Південному методистському університеті у Далласі, де здобула ступінь бакалавра з реклами зі знанням психології.
1996 року Філдінг понайомилася зі швейцарським дипломатом Томасом Борером та оселяється у Берні. 1999 року пара одружується, Борера призначають послом Швейцарії у Німеччині, і вони переїздять до Берліну. Філдінг прийняла швейцарське громадянство. Подружжя отримувало багато уваги від швейцарських та німецьких медіа. Під час дипломатичного скандалу, коли таблоїд "SonntagsBlick" приписав її тодішньому чоловікові незаконний сексуальний зв'язок із Джамілою Роу з Берліну, вона заступилася за чоловіка. Після скандалу вагітна Філдінг-Борер пережила викидень. Борер та Філдінг подали позов на відшкодування збитків до судової системи США проти медійного концерну "Рінгір", якому належить видання SonntagsBlick. Концерн мав публічно вибачитися та виплатити компенсацію, як повідомляється, у розмірі мільйонів швейцарських франків. У 2010 році Шоні Філдінг подала на розлучення з Борером, поклавши кінець проблемному шлюбові. Вони мають двох спільних дітей.
З 2014 року живе з колишнім воротарем збірної Швейцарії з хокею Патріком Шепфом, у містечку Іммензее, кантон Швіц. У 2018 році пара взяла участь у шоу RTL «Літній будинок зірок - битва пар знаменитостей» (нім. Das Sommerhaus der Stars - Kampf der Promipaare) за  звання найкращого літнього будинку зірок, зайняла 2 місце. Вони часто з'являються у німецьких та швейцарських ЗМІ.

## Кар'єра
Після навчання Шоні Філдінг розпочала модельну кар'єру. У 1992, у 22 роки, обрана «Міс Даллас», а також посіла шосте місце на конкурсі «Міс Техас Америка». 1995 року Філдінг одружилася з мільярдером Чарльзом Вільямсом, здобула титул «Місіс Техас» та посіла третє місце в конкурсі «Місіс Америка».
У 2001 році екстравагантні фотосесії Філдінг у німецькому журналі "Max" призвели до дипломатичних ускладнень та загрози втрати її чоловіком посади посла. Після вибачення Філдінг справу зам'яли. Того ж року Філдінг знову потрапила у центр уваги преси, подавши до суду на фотомонтаж фотографій, де вона була зображена напіводягненою та топлес. Вона виграла процес, і Берлінський окружний суд заборонив повторну публікацію скандальних фото.

## Культурне життя
Отримавши швейцарське громадянство, Шоні Філдінг стала частиною культурного життя конфедерації.
12 серпня 2001 року на кінних змаганнях у Сеньлеж'є, кантон Юра, де вона була присутня в якості офіційної амбасадорки виставки Експо.02, Філдінг передали викрадений юрськими сепаратистами 17-ма роками раніше історичний камінь «Unspunnenstein». Брила вагою 83.5 кг використовувалася на змаганнях із кидання каменю з першого фестивалю «Unspunnenfest» у 1805 році, коли було прийнято федеральну конституцію Швейцарії.
У 2002 році вона стала головною героїнею Базельського карнавалу.
Портрет та одяг Шоні Філдінг знаходяться у Німецькому історичному музеї, Швейцарському національному музеї та музеї Одрі Хепберн.

## Робота з резиденціями
Шоні Філдінг проживала і проєктувала, реставрувала або декорувала інтер'єри чотирьох історичних резиденцій:
- посольство Швейцарії в Берліні, Німеччина[23]
- вілла Kampffmeyer, Потсдам, Німеччина (належить до світової спадщини ЮНЕСКО)[24]
- резиденція у Техасі
- вілла Shawne, Тальвіль, Швейцарія[25]

## Благодійність
Шоні Філдінг відома як світська дама завдяки своїй благодійній роботі. Наразі вона очолює швейцарський фонд «Діти з цілями» (Kids with a Cause Europe, KWACE).
Філдінг була амбасадоркою організації СОС Дитячі містечка (SOS Children's Villages), амбасадоркою на виставці Swiss Expo.02 та почесною директоркою ЮНІСЕФ Німеччина для спеціальних проєктів.
Вона підтримує ЛГБТ-спільноту з початку 1990-х та бере участь у антиснідових організаціях: Aids Arms у Далласі (членнкиня правління), "DIFFA" (почесна голова) та AIDS Hilfe Schweiz (амбасадорка).
У 2012 році Шоні Філдінг приїздила до Чернігова на відкриття будинку дітей-сиріт при римо-католицькій громаді міста та стала названою матір’ю дівчинки Яни Ющенко.